# Дружне (Хмільницький район)
Дру́жне — село в Україні, у Калинівській міській громаді Хмільницького району Вінницької області. Згадується з 18 ст. До 1964 р. село називалось Овечаче.

## Географія
У селі річка Овечна впадає у Десну, ліву притоку Південного Бугу.

## Історія
Влітку 1920 році український повстанець Орел від імені отамана несправжньої організації «Чорних Масок», за якою ховались десяток українських повстанців, виманив у директора овечацької гуральні 20 відер спирту. Його козаки Орла обмінювали згодом на харчі.
Із розпадом СРСР припинив своє існування завод з виробництва цегли, проте на сьогоднішній день функціонування заводу відновлене.
12 червня 2020 року, відповідно до Розпорядження Кабінету Міністрів України № 707-р, «Про визначення адміністративних центрів та затвердження територій територіальних громад Вінницької області», увійшло до складу Калинівської міської громади.
19 липня 2020 року, в результаті адміністративно-територіальної реформи і ліквідації Калинівського району, село увійшло до складу новоутвореного Хмільницького району.
22 червня 2023 року рішенням Національної комісії зі стандартів державної мови віднесено до списку населених пунктів, які можуть не відповідати лексичним нормам української мови, зокрема стосуватися російської імперської політики (російської колоніальної політики). Громаді рекомендовано обґрунтувати доцільність збереження поточної назви або запропонувати нову назву в установленому законодавством порядку.

## Галерея

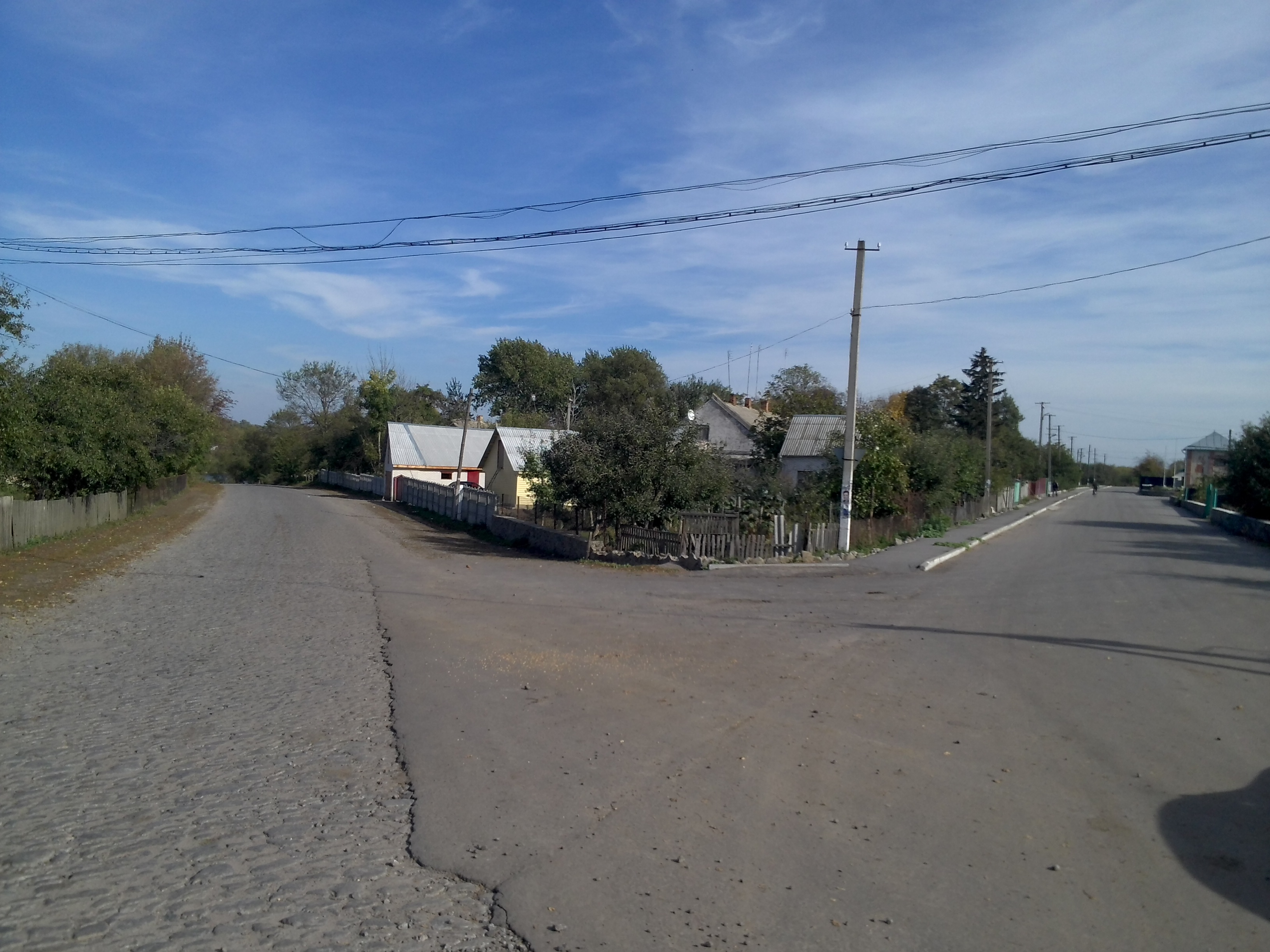
Роздоріжжя
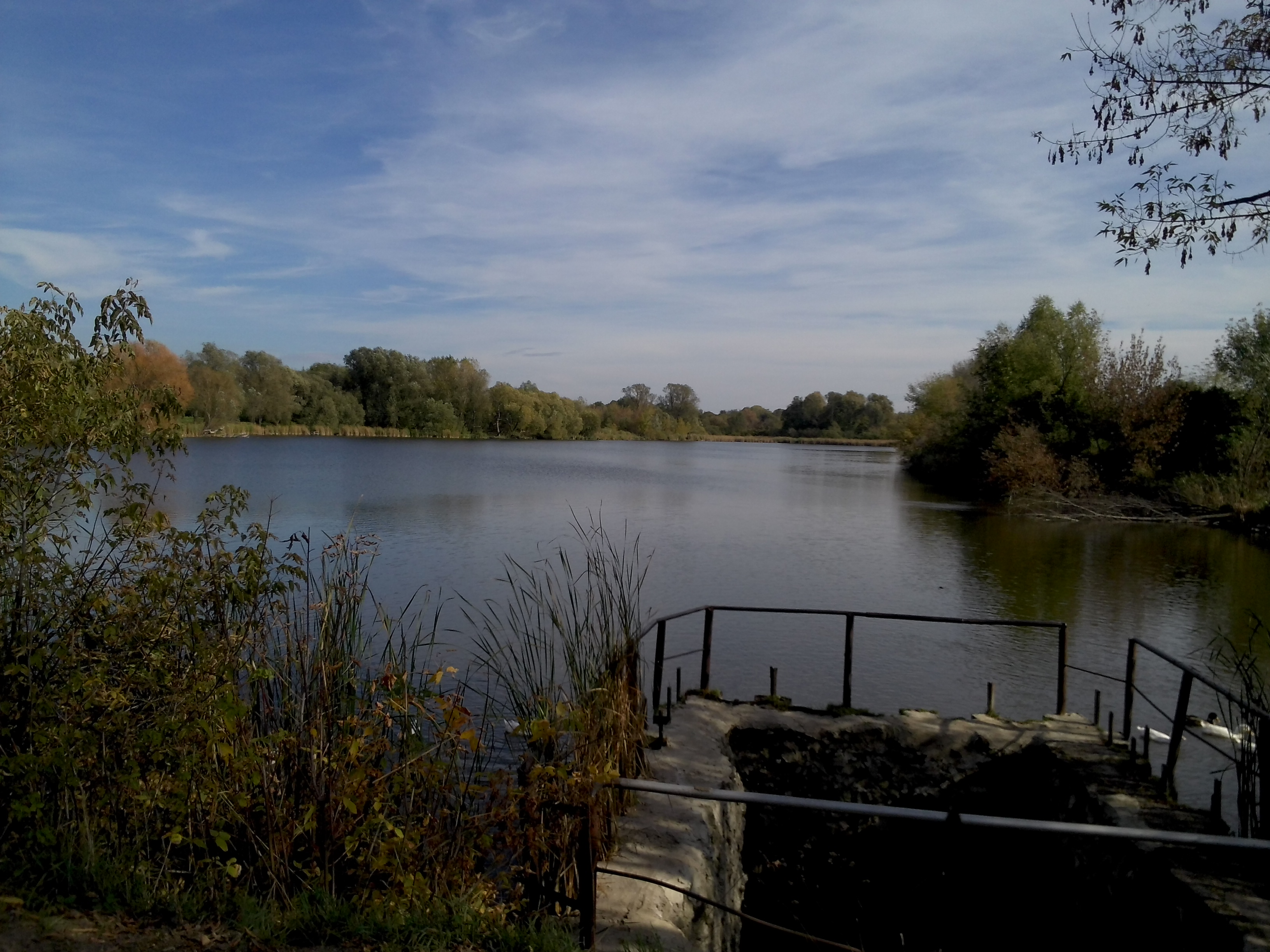
Ставок
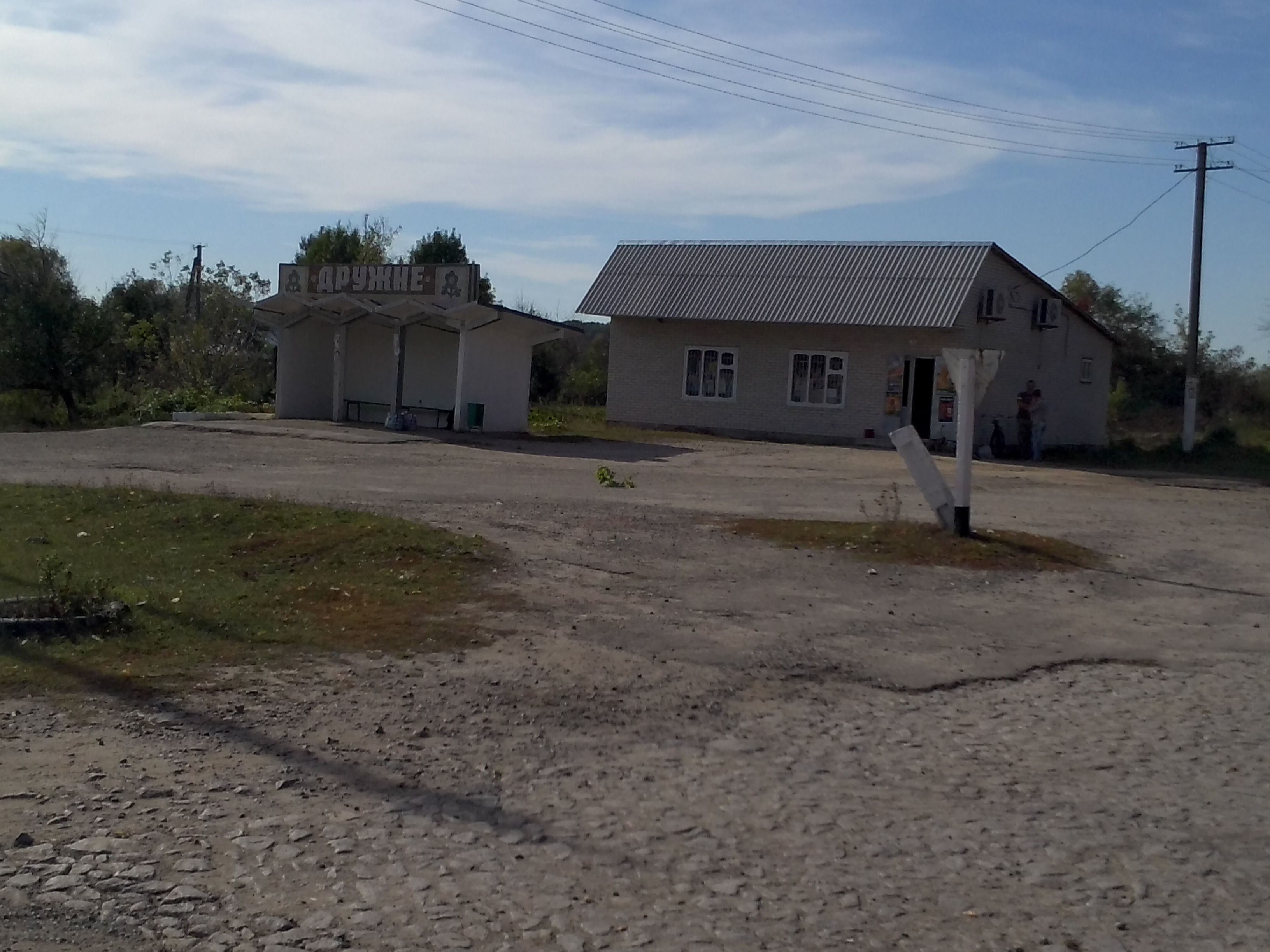
Автобусна зупинка та магазин у центрі села
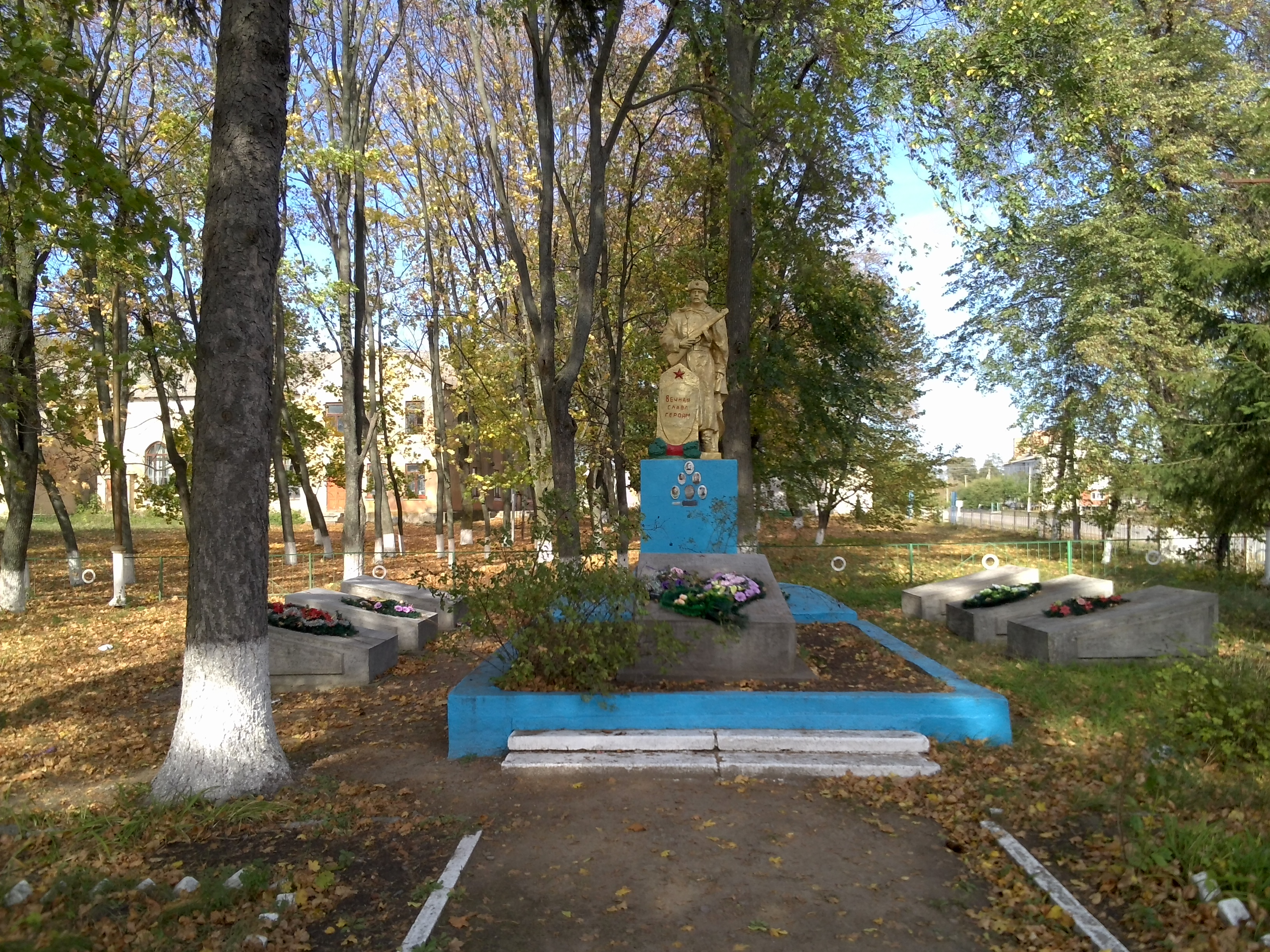
Братська могила

## Постаті
- Брендак Людмила Євстратіївна (25.05.1949) — українська письменниця.
- Півторак Володимир Ізяславович (28.11.1946) — доктор медичних наук, професор.

### Проживали
- Кузьмик Михайло Петрович (26.11.1995 - 10.10.2022) - український військовик, учасник російсько-української війни. Вважається безвісти зниклим через неможливість поверення тіла для поховання.
- Рикало Сергій Вікторович (07.11.1985 - 12.08.2023) - український військовик, учасник російсько-української війни.
- Гончарук Дмитро Васильович (12.11.1988 - 22.12.2023) - український військовик, учасник російсько-української війни. Нагороджений посмертно: Нагрудний знак «2 стрілецький батальйон військової частини А 0989» – 22.06.2024 №1792. 
- Федорук Сергій Володимирович (04.02.1974 - 25.02.2024) - український військовик, молодший сержант (в/ч 0372), учасник російсько-української війни. Нагороди: нагрудний знак "Кров за Україну", медаль "За оборону рідної держави".
- Гловач Роман Васильович (08.06.1986 - 14.03.2024) - український військовик, молодший сержант (117-та окрема механізована бригада, 2-й механізований батальйон), учасник російсько-української війни. 
- Рибаченко В'ячеслав Борисович (19.07.1968 - 01.09.2024) - український військовик, учасник російсько-української війни.